# Ōoku

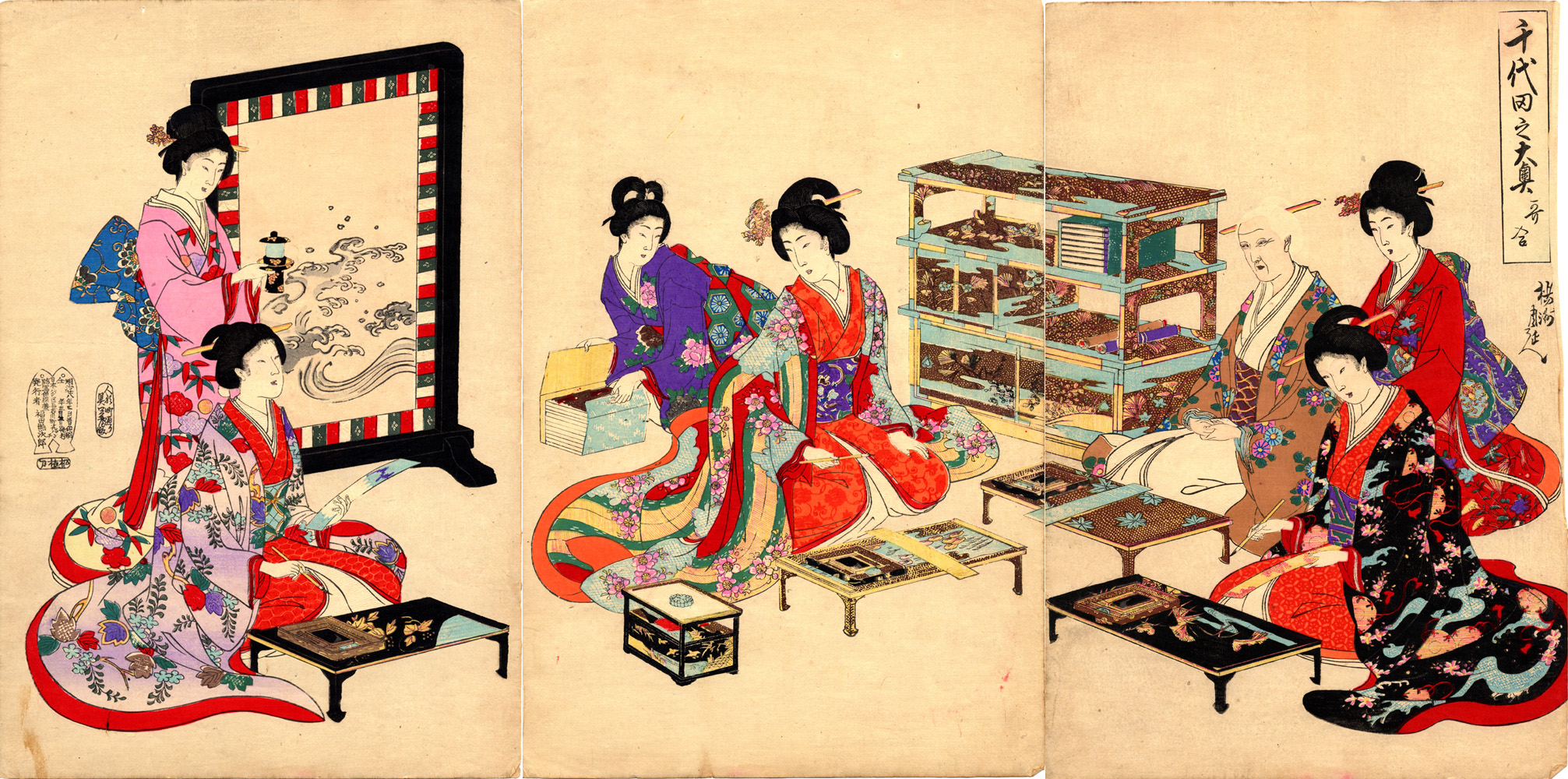
Ōoku par Hashimoto Chikanobu.

Le terme ōoku (大奥, littéralement en français : « le grand intérieur ») désigne la partie du château d'Edo où résidaient les femmes de l'entourage du shogun régnant du Japon.
Par extension, le terme s'applique parfois à l'endroit où résidaient les femmes de l'entourage d'un puissant daimyo.

## Description
On y trouvait la mère du shōgun, sa femme et ses concubines. L'ōoku, dont on disait qu'il avait compté jusqu'à plusieurs milliers de femmes[réf. souhaitée], était, bien autant que n'importe quelle autre partie du château d'Edo, un point focal des intrigues politiques du gouvernement Tokugawa. Les femmes nobles y vivant ne pouvaient pas quitter le château sans autorisation.
Aucun homme adulte n'était admis à l'étage de l'ōoku hors de la présence du shōgun. Le corridor par lequel arrivait celui-ci était appelé l'osuzu rōka (御鈴廊下). Ce corridor était la seule voie d'accès reliant le harem au reste du château d'Edo.
Une dame possédant le rang d'otoshiyori (御年寄) ou jōrō otoshiyori (上臈御年寄) tient les rênes du pouvoir dans l'ōoku et son influence est équivalente à celle du rōjū au château d'Edo.

## Histoire
Le précurseur de ce harem est construit à l'intérieur du château d'Edo en 1607 lors du règne de Tokugawa Hidetada sous le nom d’oku, ou okugata. Le château est alors divisé en deux parties : l'omote, où le shogun vaquait aux affaires de l’État, et l'oku, où vivait sa famille, mais pas les concubines.
En 1618, on applique à l'oku les règles du couvre-feu, l'interdiction de toute intrusion masculine et l'obligation pour les femmes qui pénètrent dans l'enceinte d'avoir un laissez-passer.
En 1629, Ofuku, ancienne nourrice du nouveau shogun Tokugawa Iemitsu, accède au statut de courtisane et est désormais appelée Dame Kasuga. Iemitsu n'a pas d'enfant, et passe peu de temps avec son épouse Takako, fille du kanpaku (régent) Takatsukasa Nobufusa. Kasuga décide alors d'amener au château d'Edo des concubines comme Ofuri, Oraku et Otama, Oraku et Otama donneront naissance à deux héritiers : Tokugawa Ietsuna et Tokugawa Tsunayoshi. C'est le début de l’ōoku, qui prendra ce nom lors du règne d'Ietsuna.
Ce système a perduré pendant près de deux cents ans[réf. souhaitée].